# Pontaubert
Pontaubert ist eine französische Gemeinde mit 361 Einwohnern (Stand: 1. Januar 2022) im Département Yonne in der Region Bourgogne-Franche-Comté. Sie gehört zum Arrondissement Avallon und zum Kanton Avallon. Die Einwohner werden Pontaubertois und Pontaubertoises genannt.

## Geographie
Pontaubert liegt etwa 40 Kilometer südsüdöstlich von Auxerre und etwa 3,5 Kilometer westlich von Avallon im Regionalen Naturpark Morvan. Das Zentrum der Gemeinde liegt auf einem kleinen Granitplateau, das das Tal des Cousins von dem seines Nebenflusses, dem Rû d’Island, trennt. Über drei Viertel der Fläche der Gemeinde, insbesondere außerhalb der Flussauen, werden landwirtschaftlich genutzt.
Umgeben wird Pontaubert von den Nachbargemeinden Vault-de-Lugny im Norden, Süden und Westen, Annéot im Nordosten sowie Avallon im Osten.

## Bevölkerungsentwicklung
| Jahr                       | 1962 | 1968 | 1975 | 1982 | 1990 | 1999 | 2006 | 2013 | 2020 |
| Einwohner                  | 242  | 208  | 243  | 314  | 336  | 377  | 390  | 363  |      |
| Quellen: Cassini und INSEE |      |      |      |      |      |      |      |      |      |

## Sehenswürdigkeiten
- Kirche Notre-Dame-de-la-Nativité aus dem 12. Jahrhundert, seit 1862 als Monument historique klassifiziert
- Schloss Orbigny aus dem 19. Jahrhundert, Park
- Calvaire, das Kreuz ist seit 1945 als Monument historique eingeschrieben
- Wegekreuz, 1732 errichtet, seit 1976 als Monument historique klassifiziert
- Reste eines ehemaligen Leprosoriums mit Kreuzstockfenstern aus dem 13. Jahrhundert

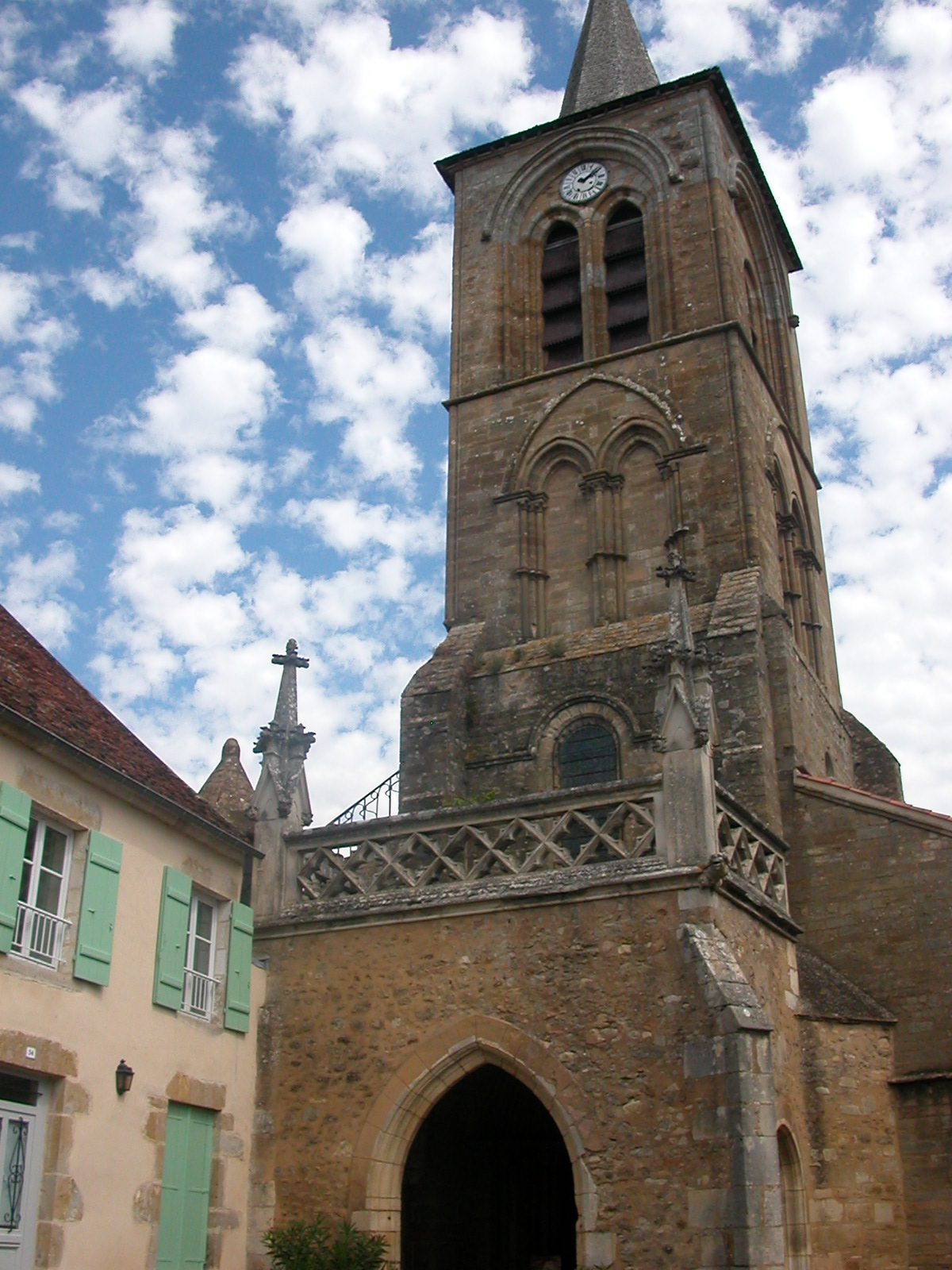
Kirche Notre-Dame-de-la-Nativité
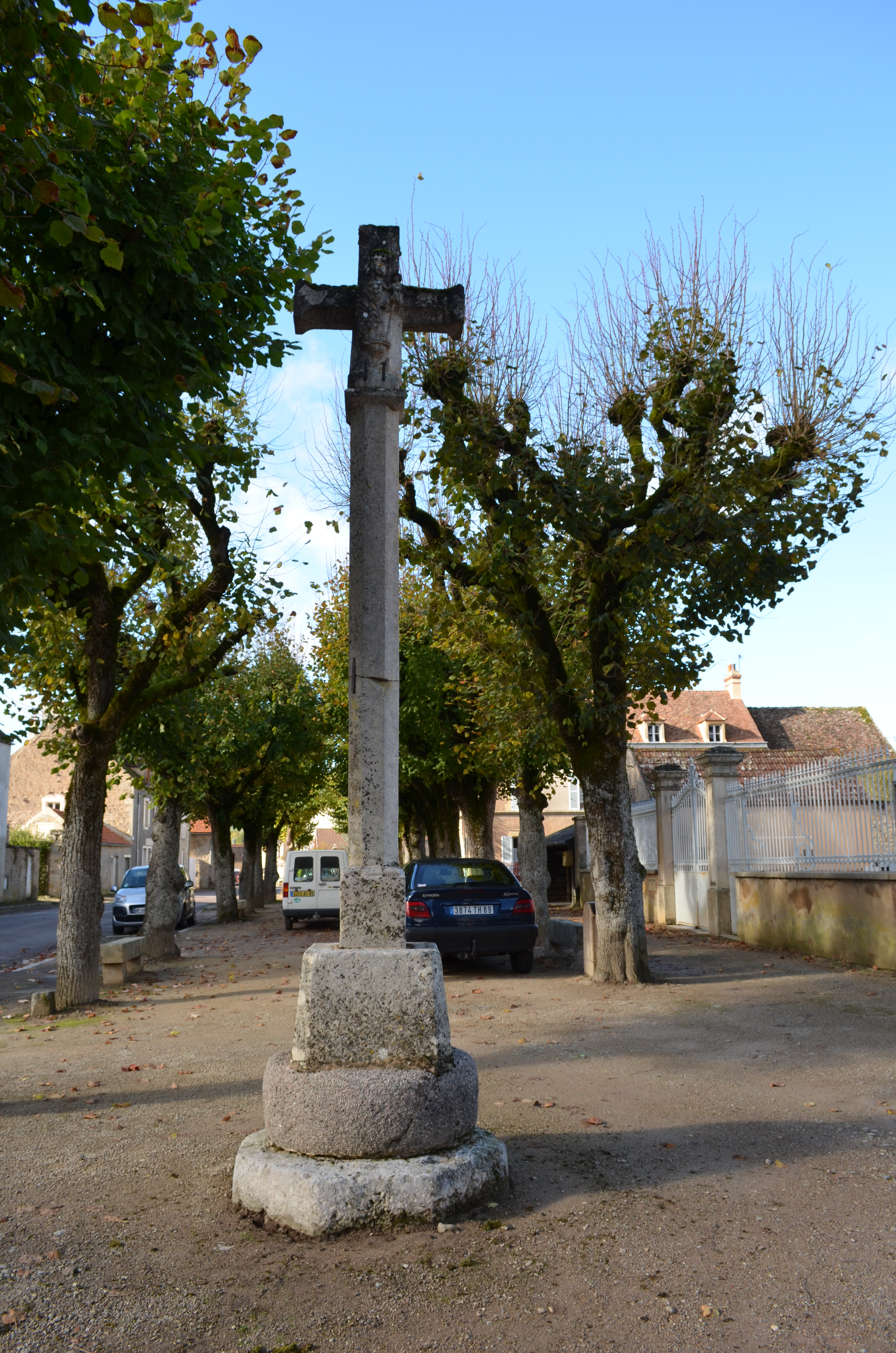
Calvaire
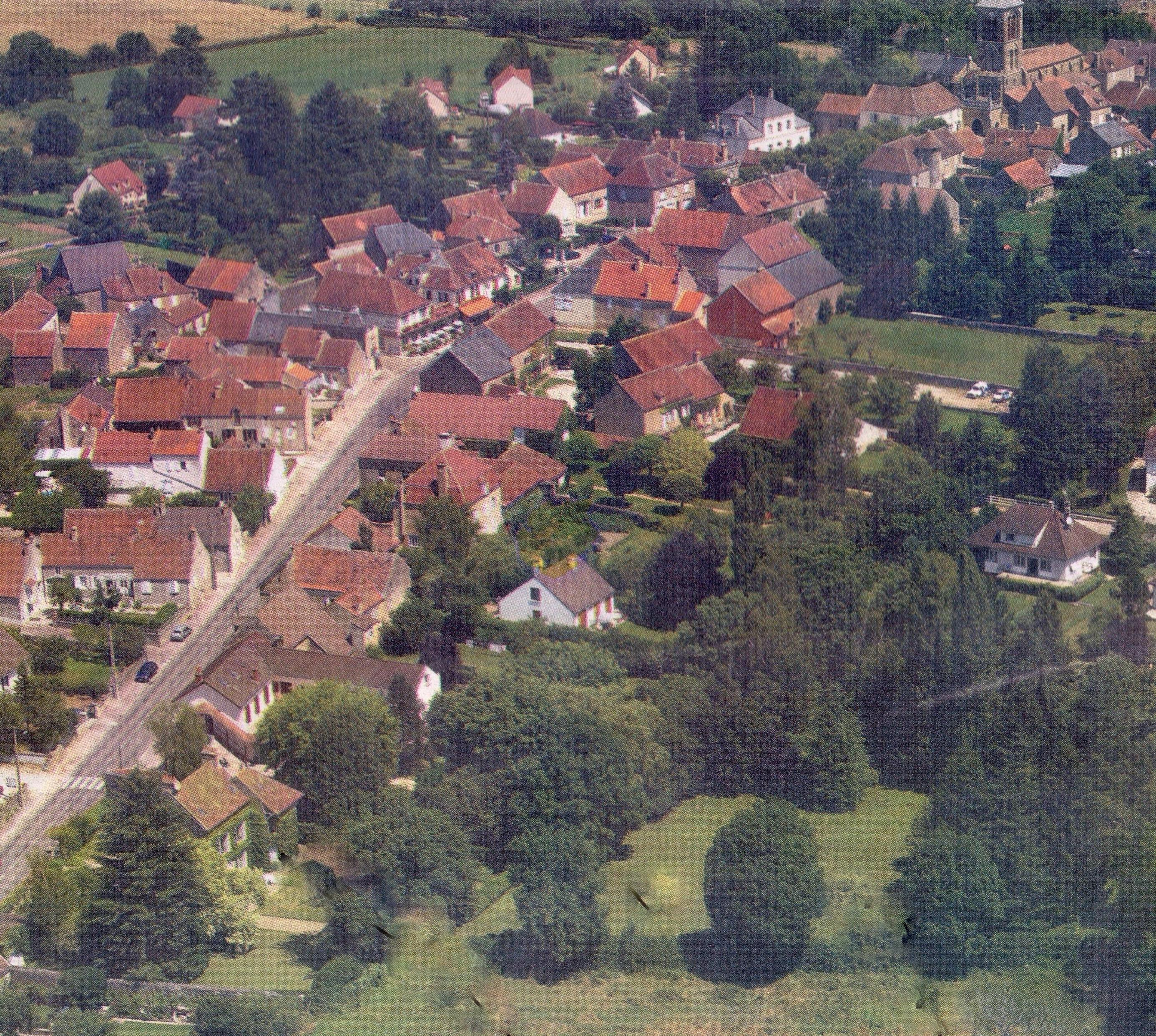
Blick auf Pontaubert